# Citepus (Jeruklegi)
Citepus is een bestuurslaag in het regentschap Cilacap van de provincie Midden-Java, Indonesië. Citepus telt 3837 inwoners (volkstelling 2010).